# Ranald Mackenzie
Ranald Slidell Mackenzie, född 27 juli 1840 i Westchester County, New York, död 19 januari 1889 i Staten Island, var en amerikansk general som framför allt blivit känd för sina insatser i det amerikanska inbördeskriget och indiankrigen. 
Mackenzie förde befäl över bland annat 24:e infanteriregementet som bestod av afro-amerikanskt manskap (USA:s armé hade rassegrerade regementen fram t.o.m. andra världskriget) och han blev beryktad för sin brutalitet mot manskapet som gav honom öknamnet "Perpetual Punisher". Mackenzies mest berömda insats var hans anfall 1874 mot de av Quanah Parker ledda kwahadicomancherna i Palo Duro, en incident som bidrog till comanchernas slutliga kapitulation 1875.